# Tour des Aéroports
El Tour des Aéroports (español: Tour de los Aeropuertos) fue una carrera ciclista profesional por etapas que se disputaba en Túnez, a finales del mes de octubre y principios del mes de noviembre.
Se creó en 1997 como carrera amateur. Desde el 2006 hasta el 2007 formó parte del UCI Asia Tour, dentro de la categoría 2.2 (última categoría del profesionalismo). Posteriormente de nuevo fue amateur hasta 2010 y tuvo entre 8 (con la primera etapa con doble sector) y 7 etapas, siempre inciciándose en su capital: Tunis..
Luego de haber estado suspendida entre 2011 y 2016 volvió en 2017.

## Palmarés
En amarillo: edición amateur.
| Año       | Ganador                 | Segundo                 | Tercero                 |
| --------- | ----------------------- | ----------------------- | ----------------------- |
| 1997      | Lemjed Belkadhi         | Bandera de ?            | Bandera de ?            |
| 1998      | Omar Slimane            | Bandera de ?            | Bandera de ?            |
| 1999      | Sayed Mohammed          | Bandera de ?            | Bandera de ?            |
| 2000      | Yvonnick Bolgiani       | Bandera de ?            | Bandera de ?            |
| 2001      | Jean Charles Fabien     | Bandera de ?            | Bandera de ?            |
| 2002      | Jérôme Bouchet          | Bandera de ?            | Bandera de ?            |
| 2003      | Aurélien Passeron       | Bandera de ?            | Bandera de ?            |
| 2004-2005 | ediciones no realizadas | ediciones no realizadas | ediciones no realizadas |
| 2006      | Hassan Ben Nasr         | Olivier Lefrancois      | Benjamin Cantournet     |
| 2007      | Ali Ahmed Mohamed       | Abdelkader Belmokhtar   | Redouane Chabane        |
| 2008      | Cherif Merabet          | Bandera de ?            | Bandera de ?            |
| 2009      | Abdelati Saadoune       | Ahmed M'Raihi           | Adil Jelloul            |
| 2010      | Adil Jelloul            | Bandera de ?            | Bandera de ?            |
| 2011-2016 | ediciones no realizadas | ediciones no realizadas | ediciones no realizadas |
| 2017      | Mathias Legley          | Hassen Ben Nasr         | Abderraouf Bengaou      |
| 2018      | Hamza Mansouri          | Youcef Reguigui         | Vincent Louiche         |

## Palmarés por países
| País      | Victorias |
| --------- | --------- |
| Francia   | 4         |
| Túnez     | 2         |
| Marruecos | 2         |
| Argelia   | 1         |
| Egipto    | 1         |
| Libia     | 1         |